# ASTRA2Connect

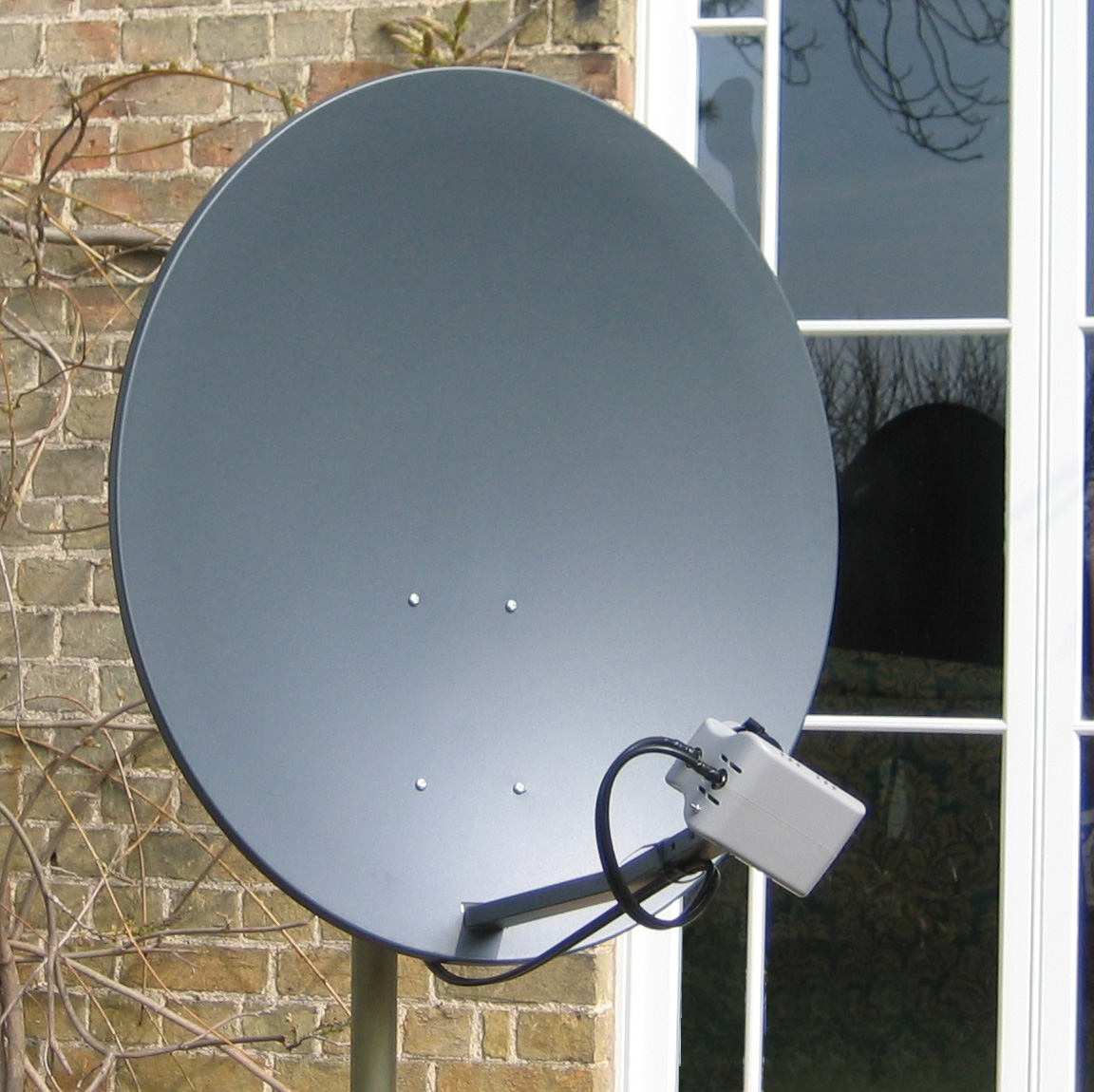
Foto ejemplo del sistema ASTRA2Connect usado en Europa

ASTRA2Connect es un servicio bidireccional de acceso a Internet por satélite disponible en toda Europa, lanzado en marzo de 2007, utilizando la flota ASTRA de satélites geoestacionarios. ASTRA2Connect es propiedad de la empresa ASTRA Broadband Services (ABBS), filial de SES ASTRA, perteneciente al grupo SES con base en Betzdorf, Luxemburgo.
ASTRA2Connect proporciona acceso a Internet de alta velocidad (de hasta 4 Mbps) con un precio asequible a modo de tarifa plana, orientado al gran público (particulares y pymes), y ofrece la posibilidad de disponer de telefonía VoIP, e IPTV así como servicios de contenido bajo demanda. Todo ello sin necesidad de un teléfono fijo, cable o conexión inalámbrica terrestre. Es por tanto un sistema 100% autónomo para la conexión a Internet en banda ancha en aquellas zonas dónde no llega el ADSL ni la fibra óptica.

## Aplicación

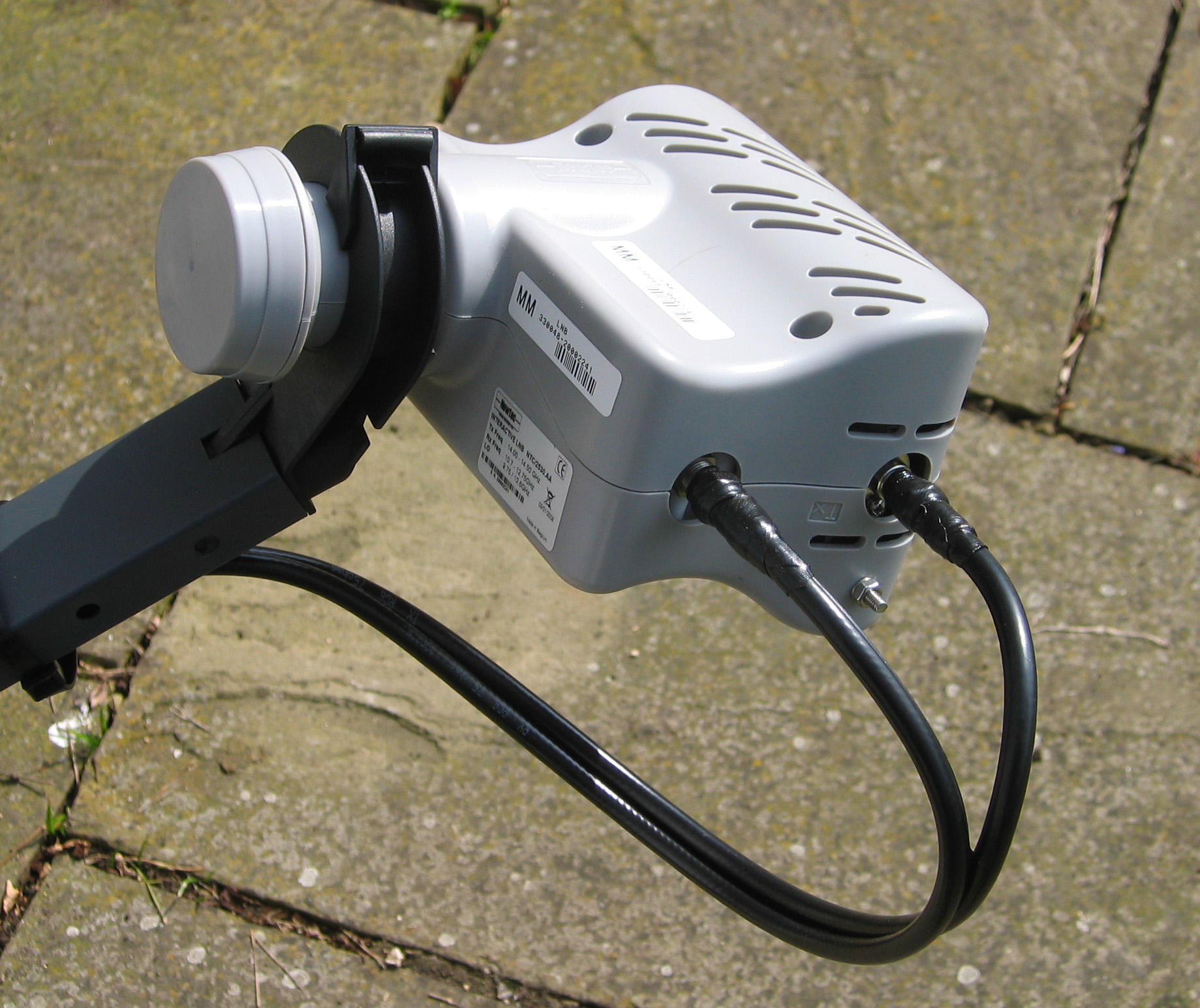
Unidad de recepción/transmisión iLNB usado en la antena del sistema ASTRA2Connect

El servicio de banda ancha ASTRA2Connect ofrece acceso a Internet para aquellos hogares o empresas en localidades rurales o en zonas fuera del alcance de los actuales servicios de banda ancha terrestre. De hecho, fuera de los principales centros urbanos europeos, hay millones de hogares que actualmente no tienen acceso de banda ancha a través de teléfonos fijos. Se estima que en 2010 hasta 6 millones, o en concreto 3,5% de los 170 millones de hogares en Europa Occidental aún no pueden contar con acceso de banda ancha terrestre. En 2010 y en España, el Ministerio de Industria, Turismo y Comercio, estima en más de 400.000 los hogares exentos de cobertura de banda ancha terrestre.
La principal ventaja del servicio ASTRA2Connect respecto a servicios por satélite bidireccionales ya existentes como el VSAT tradicional, es su perfil claramente residencial y/o microprofesional, es decir, que provee servicios de banda ancha de calidad a precios accesibles a cualquier familia o pequeño negocio. ASTRA2Connect es la solución ideal para universalizar el acceso a banda ancha a costes razonables, calidades homogéneas y con disposición inmediata para un despliegue masivo.
Por otra parte, el sistema ASTRA2Connect también se puede utilizar para el acceso transportable a Internet de banda ancha (internet en vehículos), para casos donde la ubicación o el carácter temporal de una determinada actividad prohíbe una conexión terrestre fija. No obstante considérese que el equipo requiere de energía eléctrica estable de línea (220V a 50 Hz).
Como buen sistema de acceso a Internet, ASTRA2Connect permite el dúo (Internet de banda ancha y telefonía) y el triple play (Internet de banda ancha, telefonía y televisión).
Además, una actualización reciente en el sistema ASTRA2Connect, introducida en 2008, permite la recepción simultánea de televisión vía satélite de los satélites Astra 19,2 ºE o Astra 28,2 ºE, sobre una misma y única antena.

### Aplicaciones industriales
Más allá de su aplicación directa en hogares y empresas sin ADSL, el sistema ASTRA2Connect de banda ancha por satélite puede proporcionar una conexión a Internet para aplicaciones industriales como son la adquisición de datos y el control industrial, pues estos son entornos donde la fiabilidad y la seguridad son fundamentales para asegurar un flujo de datos constante. En los procesos industriales, tales como la generación de electricidad, la gestión del agua, la refinación de petróleo y gas natural, la perforación, la fabricación automática, y el transporte, la utilización del sistema SCADA (control supervisor y adquisición de datos) y control de supervisión mediante ASTRA2Connect es un herramienta muy útil para llegar a comunicar en aquellas zonas remotas exentas de cobertura terrestre.
La aplicación industrial de ASTRA2Connect permite que una red SCADA disponga de una conexión vía satélite siempre activa y segura en ambos sentidos a la red troncal IP, con un ancho de banda garantizado (simétrico con velocidades a medida) por una tarifa plana. La red es independiente de otros enlaces de comunicaciones terrestres y puede operar desde lugares remotos, y en toda Europa.

## Tecnología
ASTRA2Connect utiliza un enlace por satélite para transportar los datos IP en ambas direcciones entre el hub (o telepuerto), y los terminales remotos de los usuarios. En el hub, los routers conectan a la red troncal de Internet y datos IP, de ahí se unen a un sistema de radiofrecuencia que emplea el formato DVB-S2 para enlazar al satélite desde el telepuerto de SES ASTRA y, desde allí, enlazar de forma descendente con el terminal remoto de cliente, donde se recibe la señal con una antena parabólica de menos de 80cm unida a un módem específico, que extrae los datos en IP para el PC del usuario final.
La vía de retorno se maneja de una manera similar, pero con un transmisor de baja potencia de 500 mW en cada antena de usuario proporcionado el enlace ascendente al satélite, mediante la técnica MF-TDMA time division multiple access para manejar muchos terminales remotos al mismo tiempo. ASTRA2Connect combina dos normas para el retorno: Satmode en la modulación/codificación, y DVB-RCS para el sistema de acceso.
La tecnología de terminales ha sido desarrollada por la empresa belga Newtec, bajo el nombre Sat3Play©.
ASTRA2Connect utilizó durante su lanzamiento el satélite de comunicaciones Astra 1E y pasó actualmente al Astra 3B en la posición orbital 23.5° east manejando los enlaces ascendentes y descendentes en ambas direcciones. El enlace descendente hub-a-terminal en el segmento de televisión por satélite de enlace descendente es en banda Ku (GHz 10.70-12.75 GHz). El enlace ascendente terminal-a-hub utiliza el segmento ascendente en banda Ku (14.00-14.50 GHz y 13,75-14,25 GHz).

### Montaje
Desde el punto de vista del usuario final, el sistema ASTRA2Connect es totalmente autoinstalable. En efecto, el equipo de conexión está diseñado para ser montado por el propio usuario a modo Hágalo usted mismo.

### Cobertura
ASTRA2Connect está disponible en todo el territorio español peninsular, Islas Baleares. La antena de conexión es de 80cm y 0,5W de potencia y ofrece velocidades de hasta 4M de subida y 320k de bajada.
Quedan exentas las Islas Canarias.

## Marketing
Los servicios ASTRA2Connect se venden a los usuarios y empresas finales a través de una red de Proveedores de Internet autorizados por SES ASTRA. Estas empresas operan de forma exclusiva en las diferentes regiones y países de Europa. SES ASTRA actualmente cuenta una red muy amplia de proveedores de Internet que distribuyen los servicios de ASTRA2Connect en Austria, Bélgica, la República Checa, Francia, Alemania, Irlanda, Italia, Países Bajos, Polonia, Eslovaquia, Eslovenia, Suiza, España y el Reino Unido, así como recientemente en África y Oriente Medio.
La primera empresa proveedora de ASTRA2Connect en España y Portugal es Astra que es responsable de la comercialización y venta de los sistemas ASTRA2Connect en todo el país, ofreciendo los equipos, las instalaciones en casas y negocios, la conexión, la facturación, así como la asistencia postventa a los abonados.
Los clientes pueden adquirir el equipo de conexión de ASTRA2Connect por € 399, sin coste adicional de alta, y una tarifa plana mensual de acuerdo a la velocidad contratada - desde 21,90 €/mes por 256/64Kbit hasta 139,90 €/mes por 4M/320kbps. Además pueden optar por servicios de telefonía VoIP por 9 €/mes adicionales, y recibir TV por satélite en abierto sobre la misma antena.

## Reconocimiento Internacional
La tecnología ASTRA2connect ha sido múltiples veces reconocida por su espíritu innovador y diseño, ya que es la primera tecnología vía satélite para acceso a Internet en Europa con éxito pensado para el usuario residencial. Tal es así, que en enero de 2011 ASTRA2Connect dispone de más de 75.000 usuarios suscritos, ocupando más del 82% de la cuota de mercado, por delante de otros productos parecidos como Tooway.
A nivel empresarial, este sistema fue galardonado como producto innovación del año 2007 por el Premio Frost&Sullivan 2007. Asimismo, en su edición de noviembre de 2009, el Stiftung Warentest, la Organización de Consumidores de Alemania, puso a prueba el sistema ASTRA2Connect, con la calificación global de 1.8. La calidad de la conexión a Internet que se realizó a través de este sistema fue la única que se calificó como MUY BUENA, batiendo ampliamente a otras soluciones del mercado.
Como referencia adicional téngase en cuenta que empresas como Deustche Telecom en Alemania y France Telecom en Francia han escogido ASTRA2Connect y lo comercializan desde 2007 para llevar la banda ancha al segmento residencial y pyme rural, allí dónde no pueden poner ADSL.